# Digitaria brunoana
Digitaria brunoana är en gräsart som beskrevs av Francesco Maria Raimondo. Digitaria brunoana ingår i släktet fingerhirser, och familjen gräs. Inga underarter finns listade i Catalogue of Life.